# شربت تپه
شربت تپه مربوط به هزاره اول قبل از میلاد است و در نازلوچای، داخل شهر واقع شده و این اثر در تاریخ ۱۶ دی ۱۳۴۵ با شمارهٔ ثبت ۵۷۸ به‌عنوان یکی از آثار ملی ایران به ثبت رسیده است.